# Tonkowiec wonny

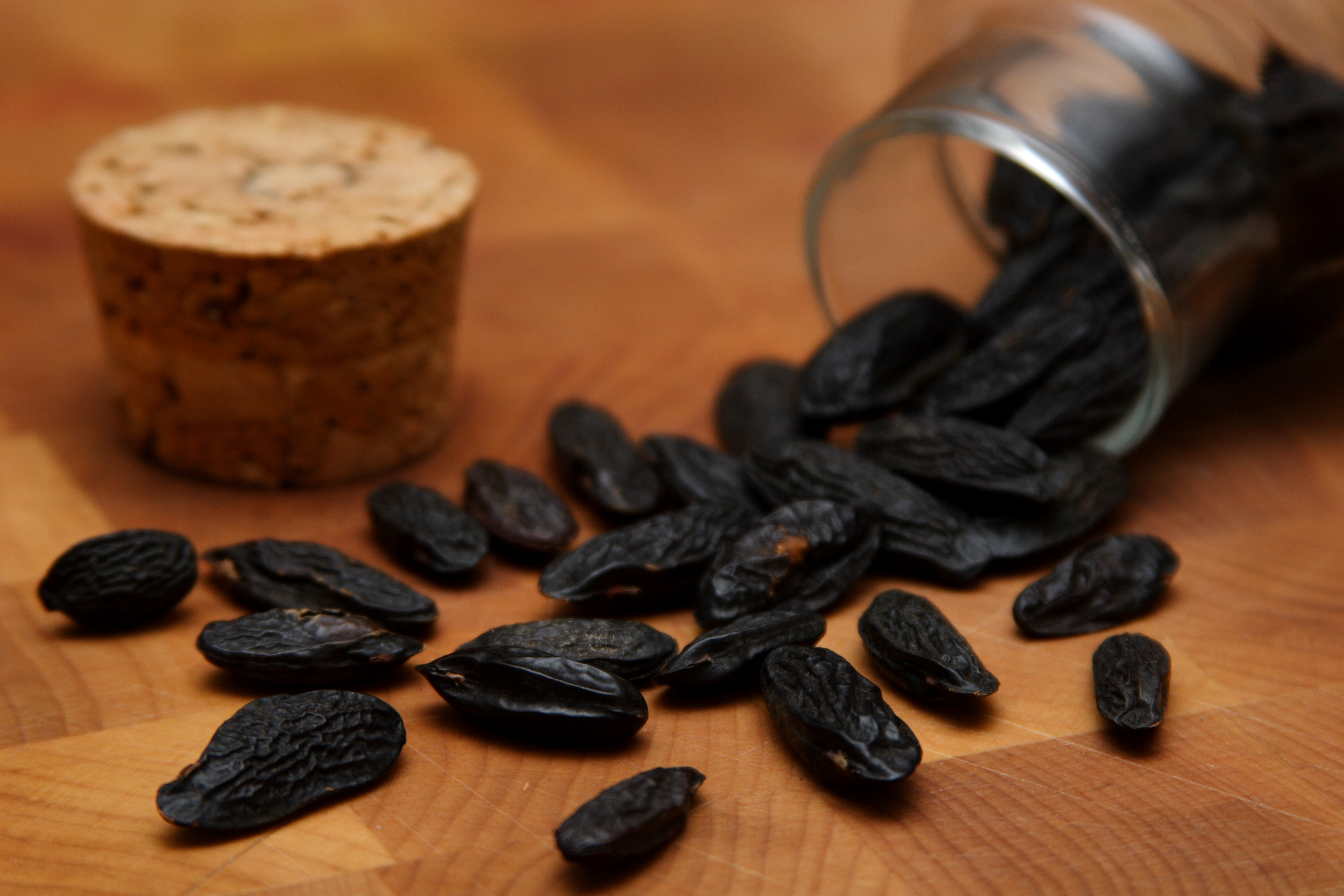
Nasiona tonkowca

Tonkowiec wonny (Dipteryx odorata) – gatunek rośliny z rodziny bobowatych. Pochodzi z Ameryki Środkowej oraz północnej części Ameryki Południowej. Jego nasiona znane są jako fasola tonka (też: bób tonka, fasola tonkini, fasola tonkińska). Łupiny ich są czarne i pomarszczone, posiadają gładkie brązowe wnętrze. Mają silny, słodki zapach ze względu na wysoką zawartość kumaryny. Słowo tonka pochodzi z języka Galibi (Carib), używanym w Gujanie Francuskiej.

## Morfologia
Drzewo osiągające do 25-30 metrów, z pniem o średnicy do jednego metra. Kora jest gładka i szara, natomiast drewno jest czerwone. Liście są pierzasto złożone, z listkami skórzastymi, błyszczącymi i ciemnozielonymi. Kwiaty są różowe. Każdy owoc zawiera jedno nasiono.

## Biologia i ekologia
Kwiaty tego gatunku są zapylane przez owady. Kwitnienie trwa od marca do maja, a owoce dojrzewają od czerwca do lipca. Nietoperze żywią się miąższem owoców. Dla kilku gatunków grzybów tonkowiec wonny jest żywicielem: Anthostomella abdita, Diatrype ruficarnis, Macrophoma calvuligera i Myococopron cubense.
Datowanie radiowęglowe pni tonkowca wykazało, że drzewa osiągają wiek ponad tysiąc lat. Przed tym odkryciem nie przypuszczano by drzewo amazońskie mogło żyć tak długo ze względu na trudne warunki panujące w lasach tropikalnych.

### Fitochemia i właściwości nasion
Nasiona tonkowca zawierają kumarynę w ilości od 1 do 3%, a rzadko nawet do 10%. Kumaryna odpowiada za przyjemny zapach nasion.

## Uprawa
Tonkowiec wonny jest światłolubny. Rośnie na ubogich, dobrze osuszonych glebach. Jednak najlepszy wzrost osiąga na żyznych glebach bogatych w próchnicę. W rodzimym obszarze występowania najlepiej rośnie w warunkach średniej rocznej temperatury 25 °C i około 2000 mm opadów rocznie, z porą suchą od czerwca do listopada. Twarde, zewnętrzne części strąków usuwa się i nasiona są rozkładane na 2–3 dni do wyschnięcia. Głównymi producentami są: Wenezuela, Brazylia i Kolumbia. Najważniejszym krajem importującym są Stany Zjednoczone, gdzie nasiona są wykorzystywane przede wszystkim w przemyśle tytoniowym.

## Wykorzystanie
Nasiona stosowane są w przemyśle perfumeryjnym, cukierniczym, tytoniowym oraz jako dodatek aromatyzujący do piwa. Tonkowiec zazwyczaj dodawany jest do piw ciemnych, jak Stout czy Russian Imperial Stout. Nadaje piwu charakterystyczny aromat. Jednak kumaryna spożywana w dużych dawkach może powodować krwotoki, uszkodzenie wątroby lub porażenie serca, dlatego jej stężenie w produktach spożywczych jest kontrolowane.
Fasolka tonka jest używana jako substytut wanilii w perfumach i tytoniu; została jednak zakazana w niektórych krajach. Wciąż jest używana m.in. we Francji (głównie w deserach i potrawkach) oraz w perfumach.
Stosowanie nasion tonkowca w przemyśle spożywczym jest regulowane / ograniczone w Stanach Zjednoczonych przez Food and Drug Administration. Wiele leków przeciwzakrzepowych na receptę, takich jak warfaryna, jest opartych na 4-hydroksykumarynie, chemicznej pochodnej kumaryny początkowo wyizolowanej z fasoli. Jednakże sama kumaryna nie ma właściwości przeciwzakrzepowych.